# Katy Kurtzman
Katy Kurtzman (ur. 16 września 1965 w Waszyngtonie) – amerykańska aktorka, producentka, reżyserka i scenarzystka.
Dorastała w San Fernando Valley. Mając dwanaście pojawiła się po raz pierwszy na srebrnym ekranie w jednym z odcinków seriali: ABC Ledwo dozwolone (ABC Afterschool Specials, 1977) u boku Melissy Sue Anderson oraz NBC Domek na prerii (Little House on the Prairie, 1977) z udziałem Michaela Landona. Wystąpiła potem także w miniserialu NBC Kraina obudzonych nadziei (The Awakening Land, 1978) z Jane Seymour. Rola Lindsay Blaisdel, córki Claudii (Pamela Bellwood) i Matthew (Bo Hopkins) w operze mydlanej ABC Dynastia (Dynasty, 1981) przyniosła jej nominację do Nagrody Młodych Artystów.
W 1983 roku ukończyła James Monroe High School. Uczęszczała do SWAS (School Within A School) w Monroe. Debiutowała na dużym ekranie w komediodramacie Bóg, seks i szarlotka (God, Sex & Apple Pie, 1998) obok Grega Wranglera. W 2001 roku wyreżyserowała 14-minutowy film krótkometrażowy The Pool Boy na podstawie swojego scenariusza, gdzie również wystąpiła jako psycholog.

## Filmografia

### Seriale TV
- 1977: Ledwo dozwolone (ABC Afterschool Specials) jako Joss
- 1977: Domek na prerii (Little House on the Prairie) jako Anna Gillberg
- 1978: Fantastyczna wyspa (Fantasy Island) jako Ann Kellino
- 1978: Domek na prerii (Little House on the Prairie) jako młoda Caroline Quiner Ingalls
- 1979: Statek miłości (The Love Boat) jako Katie Hanrahan
- 1981: Dynastia (Dynasty) jako Lindsay Blaisdel